# 日本ライフル射撃協会
公益社団法人日本ライフル射撃協会（にほんライフルしゃげききょうかい、英: Japan Rifle Shooting Sport Federation
、略: JRSF）は、東京都新宿区に本部を置く日本の社団法人、国内競技連盟。各ライフル射撃、ピストル射撃、デジタル射撃大会や検定委員会の設置等を活動の一つとする。本部は東京都渋谷区から2019年7月に新宿区に移転。

## 概要
全国に協会連盟を置くほか、日本学生ライフル射撃連盟、日本障害者スポーツ射撃連盟、日本前装銃射撃連盟、日本マスターズ射撃連合など各部会を設置する。
1971年には法人認可を取得している。2017年現在、松丸喜一郎が会長を務めている。

## 歴代会長
- 師尾源蔵（日本ライフル射撃協会創設者）
- 安斎実
- 坂本剛二（自由民主党前衆議院議員）〜2017年
- 松丸喜一郎（日本ライフル射撃協会前副会長）2017年〜2025
- 橋本聖子（元五輪相、元JSF・JCF・東京2020実行委員会会長）

## タイアップ
- ライフル・イズ・ビューティフル - メインキャストの声優4名が宣伝大使に就任している[3]。